# Räddningsstation Ystad

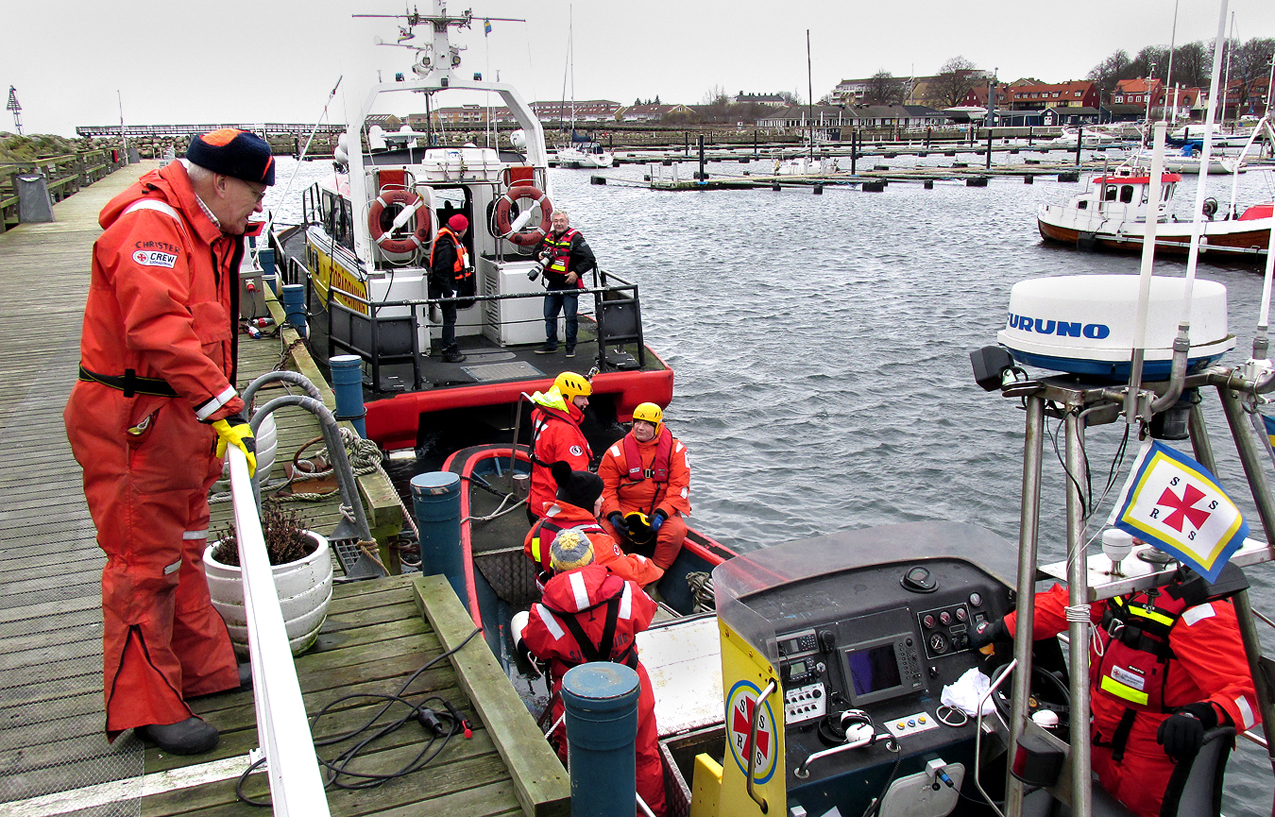
Medlemmar i Räddningsstation Ystad vid genomgång inför en övning med helikopter, 2015

Räddningsstation Ystad är en av Sjöräddningssällskapets räddningsstationer. Den ligger i småbåtshamnen i Ystad och har 24 frivilliga sjöräddare.

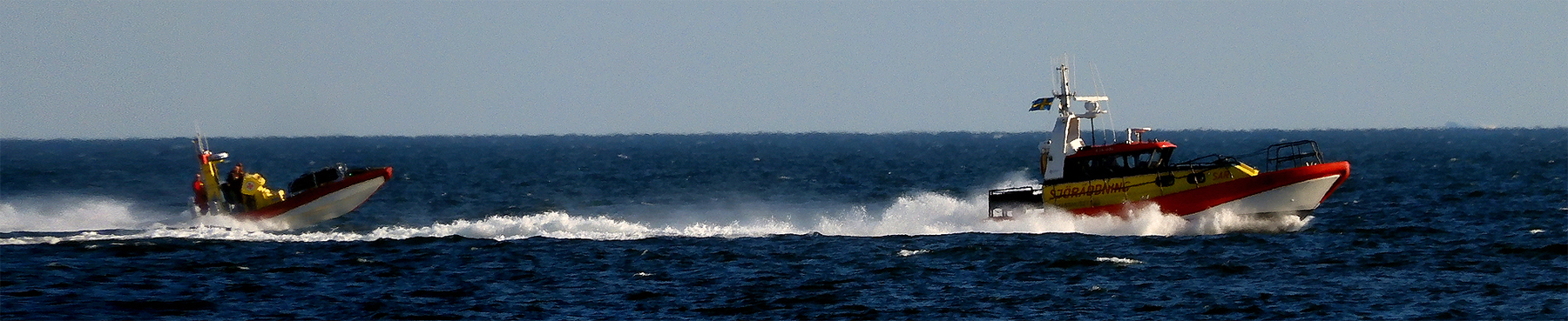
Rescue Sparbanken Skåne och Rescue Sjömanshuset under ett rutinuppdrag 12 aug 2024

## Historik
Räddningsstation Ystad har sina rötter i den räddningsstation som upprättades i Mälarhusen 1855 och som sedan flyttades till Sandhammaren 1891 och därefter till Kåseberga 1944. Från 1992 var stationen verksam i både Kåseberga och Ystad, med Rescue Marie i Kåseberga och Räddningskryssaren N.A. Båth i Ystad, den senare ersatt av Tönnes 1995 och av nuvarande Rescue Sjömanshuset 1998. 
Räddningsstationen i Kåseberga lades ned 2007 och ersattes i båthuset av Sjöräddningsmuseet i Kåseberga, samtidigt som stationen bytte namn till Räddningsstation Ystad.

## Räddningsfarkoster
- 12-03 Rescue Sjömanshuset, ett 12 meter långt, täckt räddningsfartyg av Victoriaklass, byggt 1997 och grundligt renoverat 2009
- Rescue Sparbanken Skåne av Gunnel Larssonklass, byggd 2017
- Rescue Runner MAX
- Miljöräddningssläp Ystad, tillverkat av Marine Alutech

## Tidigare räddningsfarkoster
- 8-X1 Rescue Marie, en 8,2 meter lång snabbgående öppen räddningsbåt, som byggdes 1984 och som kom till räddningsstationen 1988. Den har därefter byggts om och renoverats i sällskapets regi vid flera tillfällen.